# Гоффарт, Вальтер
Вальтер Андре Гоффарт (англ. Walter Andre Goffart; 22 февраля 1934, Берлин — 14 февраля 2025, Нью-Хейвен) — американский историк позднего Древнего Рима и Раннего Средневековья, специализирующийся на варварских царствах этого периода. Доктор философии (1961), эмерит-профессор Ун-та Торонто, ныне сотрудник и лектор Йеля. Член Канадского королевского общества и Американской академии медиевистики. Награждён от последней Медалью Хаскинса (1991).

## Биография
Сын бельгийского дипломата. Окончил Гарвард (бакалавр, 1955), где учился с 1955 года и где затем в 1961 году получил докторскую степень (PhD).
В 1960—1999 годах преподавал историю в Торонтском университета, затем эмерит-профессор истории. С 2000 года сотрудник и преподаватель истории Йеля.
Членкор Королевского исторического общества.
В. Гоффарт приверженец мнения о том, что в поздней античности превалировало взаимодействие римлян и варваров, а не их конфронтация. Анализ его научного вклада см.
Его указывают самым настойчивым критиком Хервига Вольфрама.
Гоффарт умер 14 февраля 2025 года в Нью-Хейвене, штат Коннектикут, в возрасте 90 лет.